# Lucien Czuga

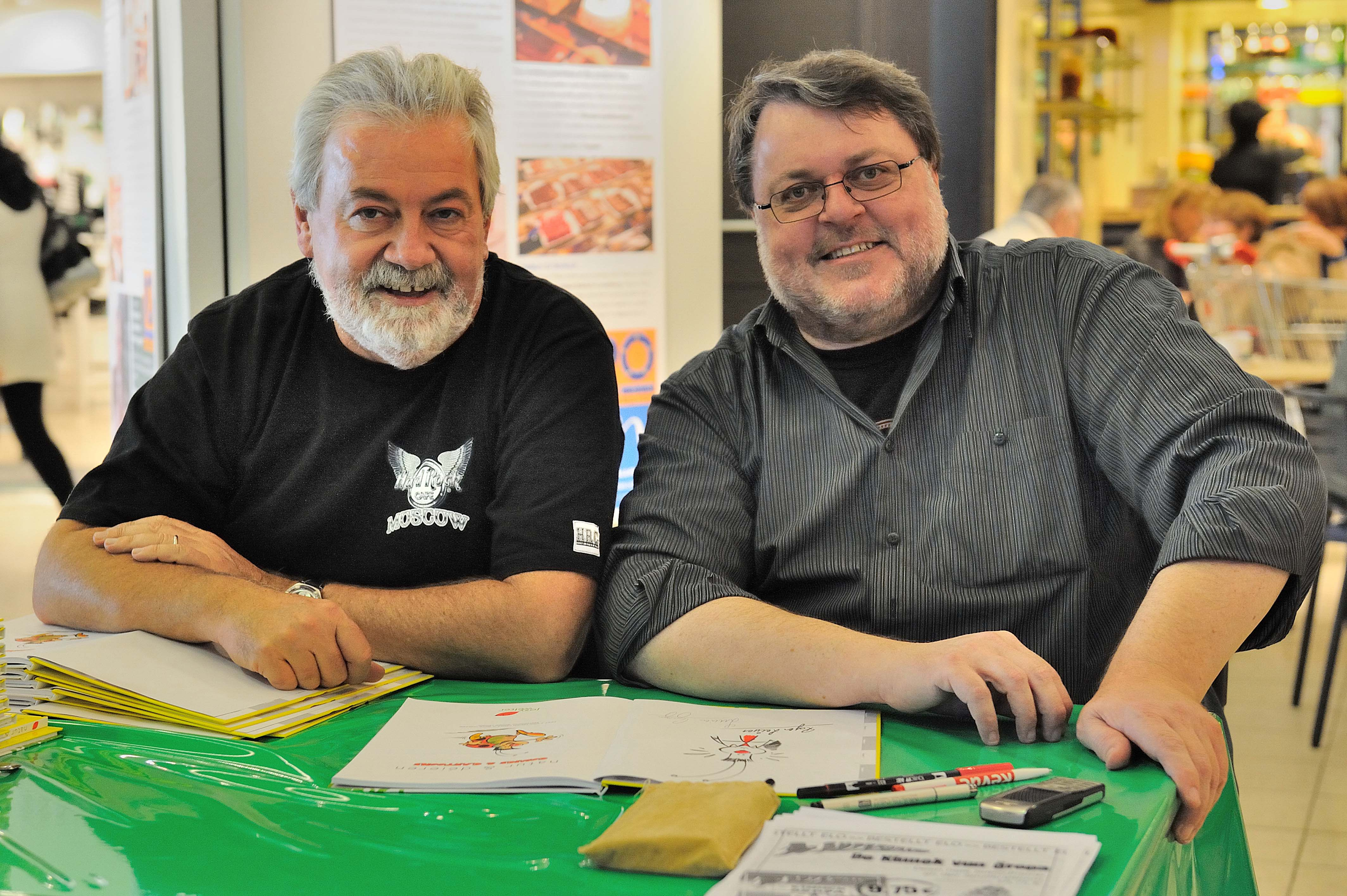
Lucien Czuga (Links) mit Roger Leiner (rechts)

Lucien Czuga (* 6. Dezember 1954 in Luxemburg-Stadt) ist ein luxemburgischer Comicautor. 

## Leben
Czuga besuchte die Grundschule in Luxemburg-Bonneweg und anschließend das Lycée de garçons de Luxembourg. Czuga war Mitglied des Vorstands von Union Luxemburg.

## Karriere
Im Zeitraum von 1975 bis 1978 fungierte er als Redakteur bei der Firma Euroguide International. Darauf folgte eine Tätigkeit als Journalist beim Lëtzebuerger Journal von 1979 bis 1980, in welcher er unter anderem für eine Comicseite verantwortlich war. Ab 1980 war er bei verschiedenen luxemburgischen Werbeagenturen tätig, darunter auch bei COMED. Im Jahr 1987 begann er, neben seiner beruflichen Tätigkeit, Skripte für Comicbücher zu verfassen.
Czuga veröffentlichte in den 1970er Jahren kurze Texte in den Nouvelles Pages de la SELF sowie ALP art + littérature + politique. 1996 wirkte er an der Theater Revue bei Mir sin op Honnert mit.
Seit 2010 ist er als freiberuflicher Autor tätig und erstellt Skripte für Comicbücher. Seit dem Jahr 2013 rezensiert er überwiegend ausländische Neuerscheinungen für den Radiosender RTL Radio Lëtzebuerg.

### Zusammenarbeit mit Roger Leiner
Im Jahr 1986 lernte er Roger Leiner kennen, als er auf der Suche nach einem Zeichner für seine wöchentliche Kolumne war. Im Rahmen der ersten Zusammenarbeit wurde der Comicstrip De Pechert konzipiert, dessen Handlung sich um den Alltag tölpelhafter Verkehrsüberwachungsbeamter dreht.
Im Jahr 1986 wurde die Karikaturenseite der Revue von Roger Leiner übernommen, der bereits ab 1984 gelegentlich Beiträge geleistet hatte. Im Jahr 1987 wurde Lucien Czuga als Autor in das Team aufgenommen. In der Folge widmeten sich die beiden, mit Leinereien mat Czugabe, der Auseinandersetzung mit gesellschaftspolitischen Themen, die in der Tagesaktualität standen.

#### Superjhemp
Für den anhaltenden Erfolg des Duos ist insbesondere die Figur des Superjhemp von entscheidender Bedeutung. Bereits in den 1970er Jahren entwickelte Czuga die Idee eines Superhelden, den er selbst als „luxemburgischen Superhelden“ bezeichnete. Mit dem Leiner fand er einen Partner. In den Jahren 1987 bis 1988 wurde die Geschichte unter dem Titel De Superjhemp géint de Bommerléer als Fortsetzungscomic in der Revue sowie im November 1988 als Album veröffentlicht. In der Zeit von 2000 bis 2014 wurde jährlich ein weiteres Album publiziert. Neben den insgesamt 26 Bänden sind zudem drei Bände mit Kurzgeschichten sowie zwei Sammelbände publiziert worden. Im Anschluss an die Publikation der Superjhemp-Reihe erfolgte 2013 sowie 2016 die Herausgabe zweier Alben, welche Kurzgeschichten über die Kindheitsabenteuer des Superhelden unter dem Titel Littel Superjhemp beinhalteten. 2018 erschien De Superjhemp retörns ein von Claude Waringo produzierter Spielfilm. Im Jahr 2024 wurde das erste Superjhemp-Album in einer französischen Übersetzung von Lucien Czuga veröffentlicht.

#### Weiter Comics
Im Jahr 1989 wurde mit der Veröffentlichung der ersten Déiere-Rubrik ein Format etabliert, in dem Leiner und Czuga visuelle Kalauer und Wortspiele aus dem Tierreich auf unterschiedliche Bereiche des Lebens anwendeten. Die Comics aus den drei Reihen (De Pechert, Leinereien mat Czugabe, Déiere) erschienen zunächst wöchentlich in den jeweiligen Zeitschriften und nach und nach als Sammelbände. Im Jahr 1989 wurde der erste Sammelband mit dem Titel Pech fir de Pechert publiziert, dem 1993 und 2002 zwei weitere folgten. Die Déire-Rubrik umfasst insgesamt acht Sammelbände, die zwischen 1992 und 2017 publiziert wurden. Im Jahr 2003 sowie 2010 wurden zwei Sammelbände mit ausgewählten Comics unter dem Titel Leinereien mat Czugabe publiziert. Ab dem Jahr 2013 wurde dieses Schema auf die kulinarische Welt übertragen und auf das letzte gemeinsame Projekt, Hot Cuisine, angewendet.
Im Jahr 1991 präsentierten sie in dem auf historischen Fakten basierenden Comic De stolen A über die Geschichte des Stahlproduzenten ARBED. Im Jahr 1992 wurde der sozialkritische Comic Jimmy veröffentlicht, der die Geschichte eines jungen Mannes erzählt, der in das Drogenmilieu abrutscht. In dem Album Vum Siggy bis bei d'City werden historische Fakten mit einer fiktionalen Rahmengeschichte verstrickt, um die Geschichte der Stadt Luxemburg zu erzählen. Dieses Comic wurde im Auftrag der Stadt Luxemburg zum Anlass des 1050-jährigen Stadtjubiläums im Jahr 2013 konzipiert und im Jahr 2015 in einer luxemburgischen sowie einer französischen Fassung publiziert.

### Zusammenarbeit mit anderen Künstlern
Obwohl die bekanntesten Alben in Zusammenarbeit mit Leiner entstanden sind, widmete sich Czuga auch eigenen Projekten. Im Jahr 1991 erfolgte die Übersetzung des Albums L'Amnésie des Dalton aus der von Morris begründeten Lucky-Luke-Reihe in die luxemburgische Sprache. Die Übersetzung wurde unter dem Titel Wéi d'Daltone kee Verhalt méi publiziert. In der Anfangsphase des Radiosenders Eldoradio 1991 wurde täglich eine Chronik mit dem Titel Eng Minutt mam Luss ausgestrahlt, in welcher der Moderator die Zuschauer unterhielt.
Czuga verfasste zudem Szenarien für andere Comiczeichner, darunter Andy Genen und Pascale Velleine. Im Jahr 2005 wurde der erste Band der Comicbuchreihe De leschte Ritter veröffentlicht, der zuvor in der Revue als Fortsetzungscomic erschienen war und von Andy Genen illustriert wurde. Im Jahr 2022 wurde eine weitere Zusammenarbeit mit Andy Genen veröffentlicht, die den Titel De Ris geet op d'Rees trägt. In Kooperation mit Pascale Velleine erfolgte 2015 und 2016 die Publikation eines zweibändigen Spionagecomics, dessen Fokus auf einem luxemburgischen Geheimagenten namens Jamie Blond liegt. Im Rahmen des im Jahr 2020 publizierten Comics mit dem Titel Fortific(a)tions schuf Czuga in Kooperation mit Velleine ein Beitrag. Der Comic umfasst fünf Episoden, die sich thematisch mit der Festung Luxemburg befassen.
Im Jahr 2007 publizierte Czuga das Werk Ich, alleiniger Sündenbock, in welchem der Veruntreuungsskandal in der Briefträgergewerkschaft FSFL aus dem Jahr 2002 beleuchtet wird.

## Werke
- 1988: De Superjhemp géint de Bommeléer
- 1989: De Pechert. Pech fir de Pechert
- 1989: Dynamit fir d'Dynastie
- 1990: D'Affär vum Jorhonnert
- 1991: Den Dossier Hexemeeschter
- 1991: De stolen A. D'Geschicht vun der Arbed a Billersträifen
- 1991: Wéi d'Daltone kee Verhalt méi haten
- 1992: Déiererubrik
- 1992: Jimmy
- 1992: Panik am Studio 4!
- 1993: De Pechert. Protokollegen
- 1993: Superjhemp contra Superjhemp
- 1994: Déiere Rubrik II
- 1994: D'Geheimnis vun der Waliss
- 1995: Requiem fir de Superjhemp
- 1996: Operatioun "Grouss Botz". Eng Geschicht mam Superjhemp
- 1997: Déiererubrik III
- 1997: Geheimcode Bloë Stär. Eng Geschicht mam Superjhemp
- 1998: Aktioun "Réiserbunny" an 10 aner Geschichte mam Superjhemp
- 1998: D'Patte wech vum Luxonit! Eng Geschicht mam Superjhemp
- 1999: Terror ëm den Troun. Eng Geschicht mam Superjhemp
- 2000: Déiere-Rubrik IV
- 2000: Lescht Chance fir Luxusbuerg. Eng Geschicht mam Superjhemp
- 2001: Alarm am Örozuch. Eng Geschicht mam Superjhemp
- 2002: Pechert Melba
- 2002: S.O.S. Cosa Mia. Eng Geschicht mam Superjhemp
- 2003: Best of Leinereien mat Czugabe
- 2003: D'Aaxt vum Béisen. Eng Geschicht mam Superjhemp
- 2004: De Fluch vun der 23. Eng Geschicht mam Superjhemp
- 2004: Déiererubrik V
- 2005: Countdown fir Kachkéisien! De Comeback vum Bommeleeër
- 2005: De leschte Ritter. De Schatz vun Draachesteen
- 2006: Déck Mënz fir de Prënz. Eng Geschicht mam Superjhemp
- 2007: Déiererubrik VI
- 2007: De leschte Ritter. De Schwuer vun den Tempelritter
- 2007: De Superjhemp an déi grouss Gefor
- 2007: Kids, Kachkéis & Kuddelmuddel. 11 Geschichte mam Superjhemp
- 2008: De Kinnek vun Öropa. Eng Geschicht mam Superjhemp
- 2008: De Pechert. Piccolo
- 2008: Luxusbuerger Lexikon. De Superjhemp vun A-Z
- 2008: natur & déieren. comics & cartoons
- 2009: Cräsh am Paradäis. Eng Geschicht mam Superjhemp
- 2009: Déiere-Rubrik VII
- 2009: De leschte Ritter. D'Reider vun der Apokalypse
- 2010: Best of Leinereien mat Czugabe II
- 2010: De Superjhemp géint de Kriseriis. Eng Geschicht mam Superjhemp
- 2010: De Superjhemp - Missioun Mëttelmier. Eng Geschicht mam Superjhemp fir déi 25. Näischtcroisière
- 2011: Méga-Menace fir de Vëlos-Ass! Eng Geschicht mam Superjhemp
- 2012: Bëssegt blot Blutt. Eng Geschicht mam Superjhemp
- 2012: Déiere-Rubrik VIII
- 2013: Hot Cuisine. Al dente furioso!
- 2013: ... Vu Cliquen, Klucken a Klacken!  De littel Superjhemp
- 2014: Amnesie fir d'Monarchie. Eng Geschicht mam Superjhemp, mat enger Chrëschtgeschicht
- 2014: Aventuren am schéine Stär an aner Geschichten
- 2014: Hot Cuisine. All'olio allegro!!
- 2015: An der Klemm zu Jerusalem. Jamie Blond, de Spioun vun der Kroun
- 2015: Vum Siggy bis bei d'City. D'Geschicht vun der Stad Lëtzebuerg a Billersträife[n]
- 2015: Vum Siggy bis bei d'City. L'histoire de la Ville de Luxembourg en BD
- 2016: Hot Cuisine. Kuck a Cook-Book
- 2016: Schachmatt zu Zermatt. Jamie Blond, de Spioun vun der Kroun
- 2016: ... Vu Geessen, Gussen a Gaassebouwen!! De littel Superjhemp
- 2022: Dans les pas du géant
- 2022: De Ris geet op d'Rees
- 2022: In the Giant's Footsteps
- 2024: Superjhemp contre l'exploseur

## Auszeichnungen
- 2015: Lëtzebuerger Buchpräis mit Roger Leiner für ihr Lebenswerk.